# Minolta Dynax 7000i

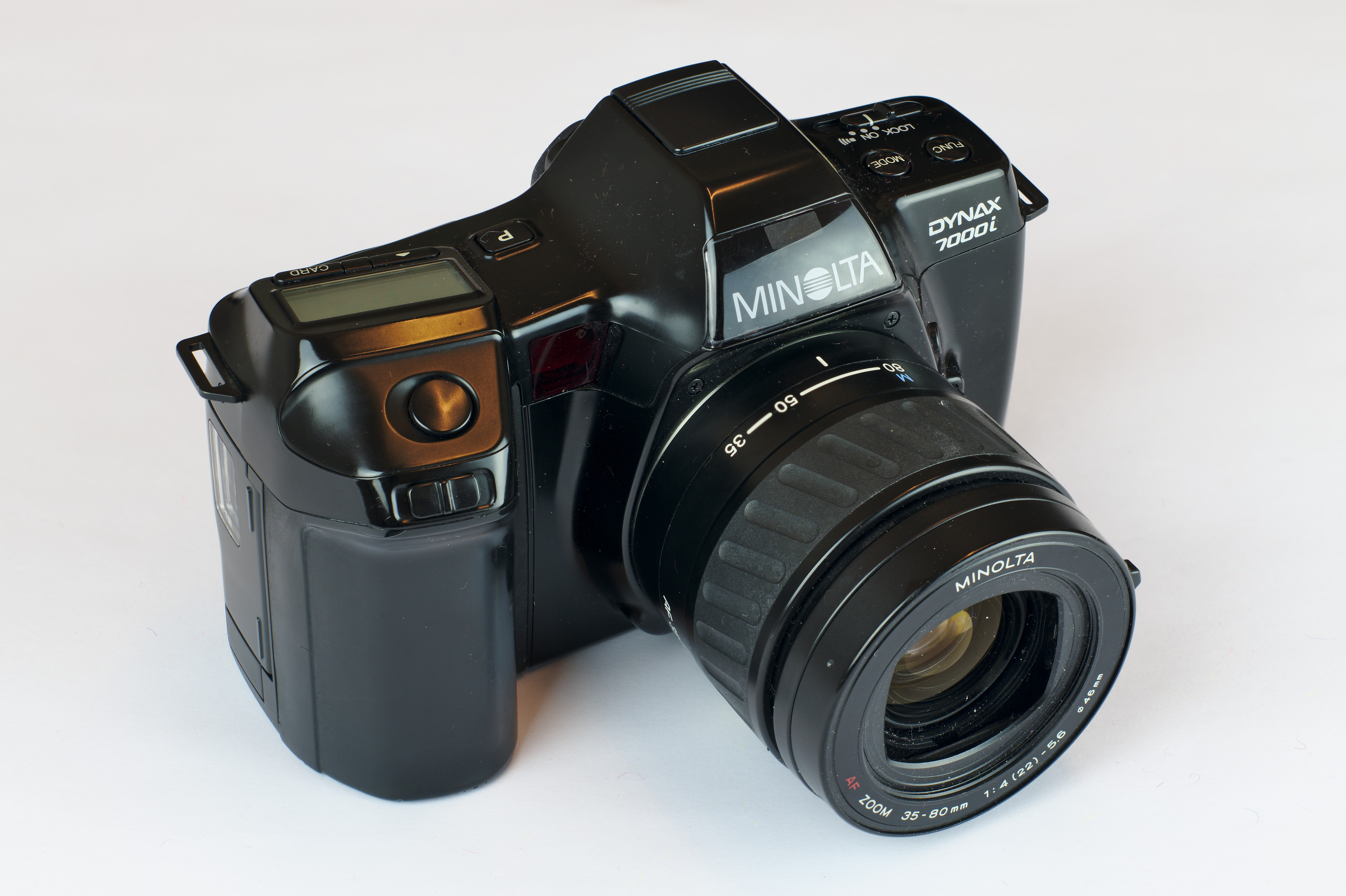
Minolta Dynax 7000i

Die Minolta Dynax 7000i (in den USA: Minolta Maxxum 7000i, in Japan: Minolta α-7700i) ist eine Autofokus-Spiegelreflexkamera für Kleinbildfilm. 1988 von Minolta eingeführt, löste sie die Minolta 7000 ab und war eines der ersten Modelle der Minolta-Dynax-Reihe.
Das „i“ hinter der Modellnummer steht für intelligence und soll zeigen, dass es sich um eine Kamera mit einem intelligenten Autofokussystem handelt. Dieses wurde gegenüber dem Vorgänger in Bezug auf Präzision und Geschwindigkeit wesentlich verbessert. Eine weitere Neuerung ist ein AF-Hilfslicht, was auch die Nutzung des Autofokus in bis zu neun Metern Entfernung ermöglicht. Der Zubehörschuh wurde komplett erneuert, was eine bessere Kommunikation zwischen Blitzgerät und dem Prozessor der Kamera ermöglicht.

## Spezifikationen und Ausstattung
Die Dynax 7000i verfügt über eine Verschlusszeit von 1/4000 Sekunde und einer Blitzsynchronzeit von 1/125 Sekunde – Daten, die heute einen normalen Mittelwert bilden, aber damals durchaus hervorragende Werte waren. Mit einer Bildfrequenz von drei Bildern pro Sekunde war die Dynax 7000i damals die schnellste Autofokus-Kamera (ohne Verwendung eines externen Boosters).
Eine Neuerung gegenüber der Minolta 7000 war die Mehrfeldmessung mit drei Autofokus-Sensoren und insgesamt sechs Messmodi (anstelle eines AF-Sensors und nur einem Messmodus). Ab Werk verfügt sie über vier Belichtungsprogramme (Programmautomatik, Blendenautomatik, Zeitautomatik und manuell). Für situationsabhängige Belichtungsprogramme (zum Beispiel Porträts oder Landschaften) mussten Chipkarten gesondert gekauft werden (siehe weiter unten). Die Kamera verfügt weder über eine Abblendtaste noch einen Blitzsynchronanschluss.

## Bedienung
Die Bedienung der Dynax 7000i ist mit zwölf Tasten und drei Schiebeschaltern gestaltet. Für Modi- oder Funktionsumstellungen muss man mehrere Tasten halten oder drücken und mit den Schiebeschaltern die Parameter ändern.

## Chipkarten-System
Das Chipkarten-System von Minolta diente dazu, die Kamera den Bedürfnissen des Einzelnen anzupassen. Es gibt eine Reihe von Chipkarten für Spezialanwendungen (Sportaufnahmen, Porträts, Landschaften, …) und Funktionserweiterungen (Belichtungsreihen, Programmshift, Multi-Spot Messungen, …).
Ferner gab es die für professionelle Anwender sehr gefragten Chipkarten für individuelle Funktionen und Datenspeicherung.
Das zum damaligen Zeitpunkt neue Chipkarten-System hatte trotz seiner positiven Aspekte verschiedene Schattenseiten. So dauerte es mitunter sehr lange, bis sich der unerfahrene Anwender (der in der Regel auf die Chipkarten für Spezialanwendungen angewiesen ist) auf eine neue Aufnahmesituation eingestellt hatte.